# Ирония
Ирония (на гръцки: εἰρωνεία) е понятие, с което се описват ситуации, в които едно уверено очакване не се оправдава. Ирон (εἴρων) е един от стандартните персонажи в гръцката комедия, чието поведение, иронията собствено, е подигравателно към това на самохвалкото (алазон). Така традиционно терминът се отнася към употреба на езика, при която изразеното без съмнение е неадекватно, например „Браво!“, изказано при проява на несръчност. Днес се приема също, че ирония може да бъде откривана в непреднамерено възникващи ситуации, примерно когато една застрахована срещу наводнение къща изгаря.
Като словоупотреба и като представяне иронията е стилистично-изобразителен похват, троп, използван във всички жанрови разновидности на хумористично-сатиричната литература.
От гръцката комедия иронията добива по-широко обществено разпространение. Особена популярност тя добива като средство, използвано от Сократ, такъв какъвто го предават най-вече диалозите на Платон. По-късно в официалната християнска култура иронията не намира място, но остава в ежедневната употреба. Ренесансът и заниманията на хуманистите връщат иронията в сферата на реториката и литературната култура. Тя се използва рутинно от френските просветители, а след тях немските романтици ѝ обръщат особено внимание, като стигат до философски обобщения – в хегелиански дух се твърди примерно, че отношението между явление и същност е иронично.
Иронията получава разнообразни нюанси, вариращи измежду остроумие, подигравка и издевателство, в зависимост от вложения в нея смисъл. Тя обаче се намира извън обсега на сарказма. За разлика от него, при иронията подложените на критика лични и обществени недъзи биват осмивани, вместо разобличавани.
Широк спектър на изобразителни похвати и стилистически средства ползват ирония. Такива са например гротеската, карикатурата, парадоксът, пародията, травестията, хиперболата и шаржът.
Вариант на иронията е самоиронията, която е пародиен израз на самокритика с ироничен оттенък.